# Annie Wambergue
Pour les articles homonymes, voir Wambergue.
Annie Wambergue, née le 6 janvier 1938 à Lille et morte le 23 décembre 2021 à Lestrem, est une pilote automobile française de rallye mervilloise (Nord).

## Biographie
Elle commence la compétition automobile en 1964 au rallye du Touquet sur Citroën 2CV, et est désignée Championne de France des rallyes à peine un an plus tard, en 1965 (sur NSU Prinz IV, remportant la même année le Trophée NSU).
En 1966, elle est troisième du championnat de France National (équivalent D2) sur NSU Prinz 1000, et huitième du championnat national Toute Catégorie (vice-championne de France, édition remportée par Jean Rolland en catégorie GT). Elle termine également troisième du rallye Flandres-Hainaut.
Elle devient pilote officielle CEIDA-NSU sur NSU TT 1200 en 1969. Sa principale rivale, mais néanmoins amie Marie-Claude Charmasson chez Opel.
Sa carrière s'achève en 1970 après le rallye du Portugal, disputé sur Simca 1100 TI.
(nb : son cousin germain Philippe Wambergue a terminé second du Paris-Dakar en 1996 (sur Citroën ZX), et troisième en 1994. Il a aussi remporté la Baja Portugal 1000 en 1998, sur Toyota Land Cruiser)